# Opius latidens
Opius latidens (лат.) — вид паразитических наездников рода Opius из семейства Braconidae (Opiinae). Европа (Венгрия) и Центральная Азия (Иран). Мелкие наездники (менее 3 мм). От близких видов отличается следующими признаками: усики 31-члениковые; голова позади глаз не расширена; мезоскутум чёрный, без продольных полос; длина бедра в 3,5 раза больше ширины; ноги тёмно-коричневые. Метасома и проподеум гладкие. Вид был впервые описан в 1990 году австрийским энтомологом Максом Фишером (Naturhistorisches Museum, Вена, Австрия), крупным специалистом по Braconidae, описавшим около тысячи видов наездников. Включён в состав подрода Hyponoydus.